# Ministrowie południowego departamentu

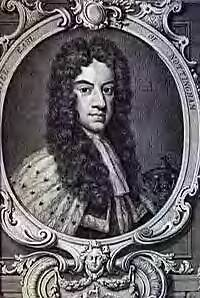
Daniel Finch, 2. hrabia Nottingham

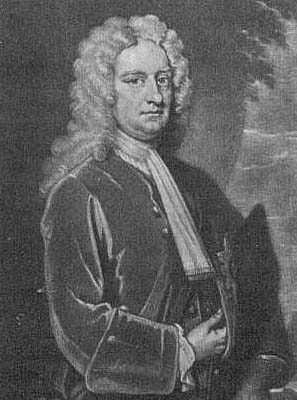
Charles Spencer, 3. hrabia Sunderland

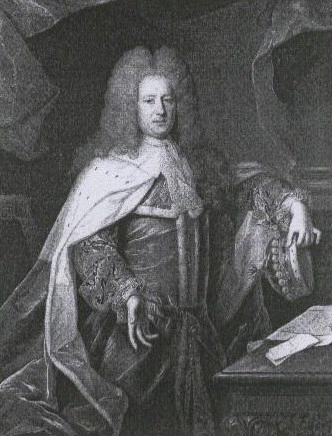
Henry St John, 1. wicehrabia Bolingbroke

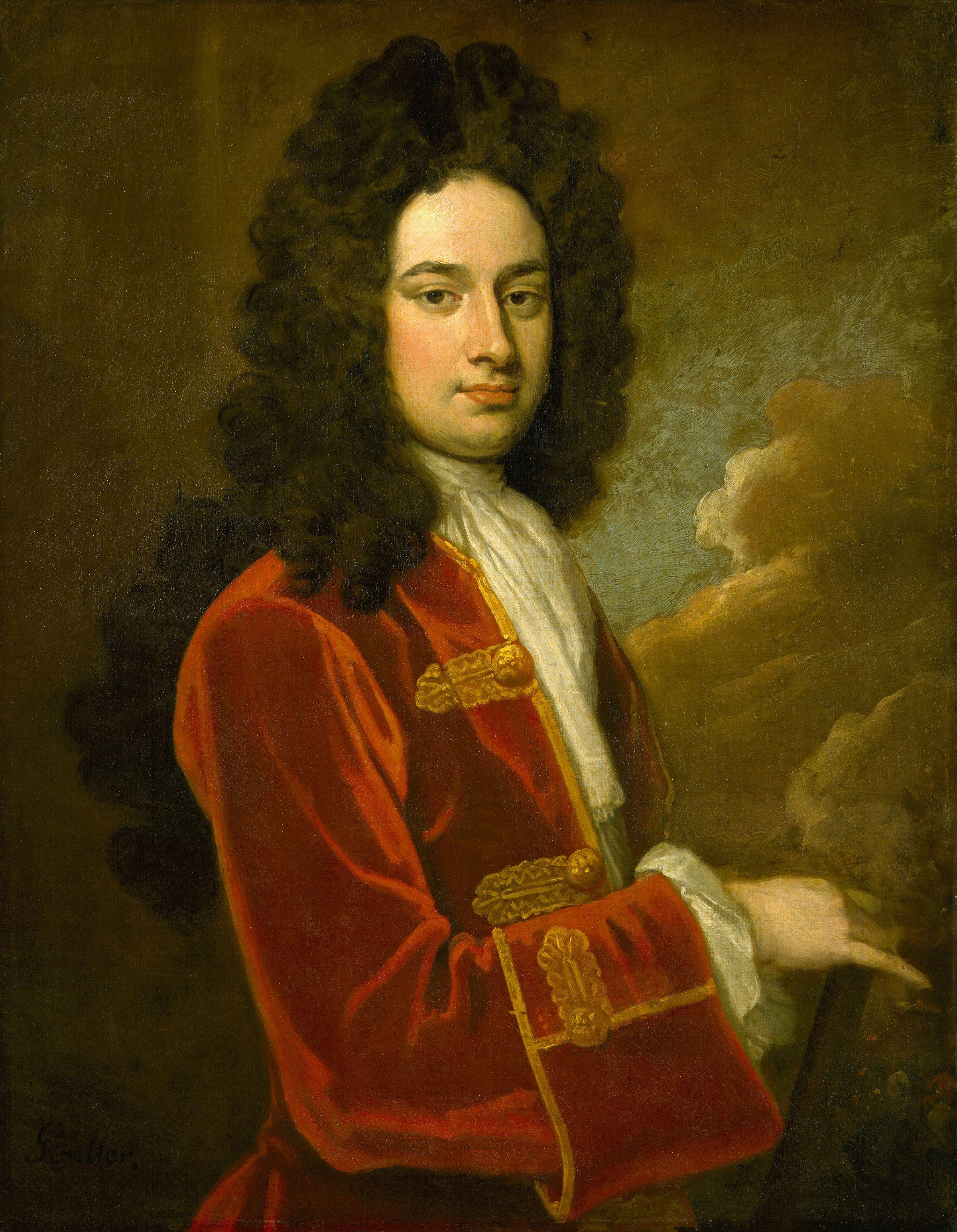
gen. James Stanhope

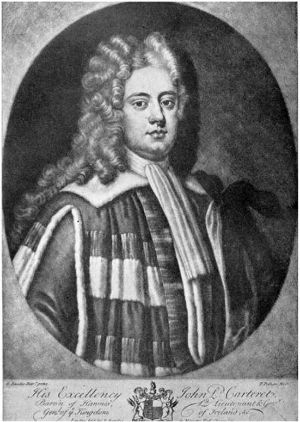
John Carteret, 2. hrabia Granville

Minister ds. Terytoriów Południowych lub sekretarz stanu południowego departamentu (Secretary of State for the Southern Department), był urzędnikiem ministerialnym w XVII- i XVIII-wiecznej Anglii. W zakresie jego kompetencji znajdowały się sprawy południowych prowincji Anglii oraz Irlandii, Walii i kolonii amerykańskich, a także stosunki z katolickimi krajami Europy. Istnieli też ministrowie północnego departamentu.
Urząd przestał istnieć w 1782 r. W 1782 utworzono Home Office i Foreign Office. Odtąd urzędował tylko jeden sekretarz od spraw zagranicznych (Foreign Secretary).
| Minister                                         | Czas urzędowania                        |
| ------------------------------------------------ | --------------------------------------- |
| Edward Nicholas                                  | 1 czerwca 1660 – 20 października 1662   |
| Henry Bennet, 1. hrabia Arlington                | 20 października 1662 – 11 września 1674 |
| Henry Coventry                                   | 11 września 1674 – 26 kwietnia 1680     |
| Robert Spencer, 2. hrabia Sunderland             | 26 kwietnia 1680 – 2 lutego 1681        |
| Leoline Jenkins                                  | 2 lutego 1681 – 14 kwietnia 1684        |
| Robert Spencer, 2. hrabia Sunderland             | 14 kwietnia 1684 – 28 października 1688 |
| Charles Middleton, 2. hrabia Middleton           | 28 października 1688 – 2 grudnia 1688   |
| Charles Talbot, 12. hrabia Shrewsbury            | 14 lutego 1689 – 2 czerwca 1690         |
| Daniel Finch, 2. hrabia Nottingham               | 2 czerwca 1690 – listopad 1693          |
| John Trenchard                                   | listopad 1693 – 27 kwietnia 1695        |
| Charles Talbot, 1. książę Shrewsbury             | 27 kwietnia 1695 – 12 grudnia 1698      |
| James Vernon                                     | 12 grudnia 1698 – 14 maja 1699          |
| Edward Villiers, 1. hrabia Jersey                | 14 maja 1699 – 27 czerwca 1700          |
| James Vernon                                     | 27 czerwca 1700 – 4 stycznia 1702       |
| Charles Montagu, 4. hrabia Manchester            | 4 stycznia 1702 – 1 maja 1702           |
| Daniel Finch, 2. hrabia Nottingham               | 2 maja 1702 – 22 kwietnia 1704          |
| Charles Hedges                                   | 18 maja 1704 – 3 grudnia 1706           |
| Charles Spencer, 3. hrabia Sunderland            | 3 grudnia 1706 – 13 czerwca 1710        |
| William Legge, 1. hrabia Dartmouth               | 15 czerwca 1710 – 6 sierpnia 1713       |
| Henry St John, 1. wicehrabia Bolingbroke         | 17 sierpnia 1713 – 31 sierpnia 1714     |
| James Stanhope                                   | 27 września 1714 – 22 czerwca 1716      |
| Paul Methuen                                     | 22 czerwca 1716 – 10 kwietnia 1717      |
| Joseph Addison                                   | 12 kwietnia 1717 – 14 marca 1718        |
| James Craggs Młodszy                             | 16 marca 1718 – 16 lutego 1721          |
| John Carteret, 2. baron Carteret                 | 4 marca 1721 – 31 marca 1724            |
| Thomas Pelham-Holles, 1. książę Newcastle        | 6 kwietnia 1724 – 10 lutego 1746        |
| John Carteret, 2. baron Carteret                 | 10 lutego 1746 – 14 lutego 1746         |
| Thomas Pelham-Holles, 1. książę Newcastle        | 14 lutego 1746 – 12 lutego 1748         |
| John Russell, 4. książę Bedford                  | 12 lutego 1748 – 13 czerwca 1751        |
| Robert Darcy, 4. hrabia Holderness               | 18 czerwca 1751 – 23 marca 1754         |
| Thomas Robinson                                  | 23 marca 1754 – październik 1755        |
| Henry Fox                                        | 14 listopada 1755 – 13 listopada 1755   |
| William Pitt Starszy                             | 4 grudnia 1756 – 6 kwietnia 1757        |
| Robert Darcy, 4. hrabia Holdernesse              | 6 kwietnia 1757 – 27 czerwca 1757       |
| William Pitt Starszy                             | 27 czerwca 1757 – 5 października 1761   |
| Charles Wyndham, 2. hrabia Egremont              | 9 października 1761 – 21 sierpnia 1763  |
| George Montagu-Dunk, 2. hrabia Halifax           | 9 września 1763 – 10 lipca 1765         |
| Henry Seymour Conway                             | 12 lipca 1765 – 23 maja 1766            |
| Charles Lennox, 3. książę Richmond               | 23 maja 1766 – 29 lipca 1766            |
| William Petty, 2. hrabia Shelburne               | 30 lipca 1766 – 20 października 1768    |
| Thomas Thynne, 3. wicehrabia Weymouth            | 21 października 1768 – 12 grudnia 1770  |
| William Nassau de Zuylestein, 4. hrabia Rochford | 19 grudnia 1770 – 9 listopada 1775      |
| Thomas Thynne, 3. wicehrabia Weymouth            | 9 listopada 1775 – 24 listopada 1779    |
| Wills Hill, 1. hrabia Hillsborough               | 24 listopada 1779 – 27 marca 1782       |